# Alexandru Nilca
Alexandru Nilca, né le 6 novembre 1945 à Târgu Mureș, est un escrimeur roumain. Il a participé aux Jeux olympiques d'été de 1976. Lors de ceux-ci, il a remporté la médaille de bronze dans l'épreuve du sabre par équipe avec ses compatriotes Ioan Pop, Marin Mustață, Cornel Marin et Dan Irimiciuc.

## Palmarès

### Jeux olympiques
- Jeux olympiques de 1976 à Montréal,  Canada
  -  Médaille de bronze.